# Ларсен, Йоханнес
Йоханнес Ларсен (дат. Johannes Larsen; 27 декабря 1867, Кертеминне, Фюн — 20 декабря 1961, там же) — датский художник, представитель реализма и натурализма в искусстве. Один из сооснователей группы «художники Фюна».

## Жизнь и творчество
Родился на острове Фюн, семье будущего художника принадлежала мельница. В 1880-е годы учится в Копенгагене, в «Школе свободных искусств» (Kunstnernes Frie Studieskoler), под руководством Кристиана Сартмана. Здесь Ларсен знакомится с начинающими художниками Ф.Сибергом и Петером Хансеном. Все трое позднее будут в дальнейшем основателями течения и колонии живописцев «художники Фюна». Местечко Мёллебакен, где родился Й.Ларсен, становится местом встреч и собраний членов фюнской группы, бывших, как правило, учениками Сартмана. Фюнские художники практиковали работы над своими полотнами на природе под открытым небом, и в любую погоду, чем резко отличались от принятых ранее правил академической, «салонной» живописи. Первоначально их творчество пресса обходила молчанием, однако в 1907 году, после того, как новое движение добилось признания у публики, в газетах появились критические статьи, клеймившие произведения, созданные на Фюне «крестьянской живописью». Однако подобные рецензии лишь вызвали ещё большие симпатии к этой новой традиции, в том числе и среди литературных кругов. Одним из приверженцев «фюнцев» становится писатель, в будущем лауреат Нобелевской премии Йоханнес Йенсен.
В 1910 году в Фоборге был основан консервным фабрикантом Мадсом Расмуссеном, рядом с его фабрикой, художественный музей, в собрание которого вошли многочисленные работы фюнских художников. В результате они стали располагать финансовыми средствами, позволившими выезжать за пределы Дании для работы «на этюды». Большой поклонник итальянской природы и культуры, К.Сартман советовал своим бывшим ученикам посетить Италию, куда и отправились Ф.Сиберг и семья Хансенов. Й.Ларсен и его жена Альхед Варберг же поехали «на этюды» в Скандинавию.
Одним из художественных увлечений Й.Ларсена было изображение птиц, как на небольших по размерам работах маслом, так и в ксилографии. Позднее художник получает заказы на иллюстрирование литературы, а также на крупноформатные произведения для официальных зданий, например для оформления приёмного зала королевы во дворце Кристиансборг и для ратуши города Оденсе (административного центра острова Фюн).

## Дополнения
- The Johannes Larsen Museum — Веб-сайт музея Йоханна Ларсена
- Faaborg Museum — Музей Фоборг